# Diego Rosa (ciclista)
Diego Rosa (Corneliano d'Alba, Piemonte, 27 de março de 1989) é um ciclista italiano profissional desde 2013. Atualmente é membro da equipa Team INEOS.

## Palmarés
2012 (como amador)
- Giro do Friuli Venezia Giulia, mais 1 etapa

2015
- Milano-Torino

2016
- 1 etapa da Volta ao País Basco

2018
- Settimana Coppi e Bartali

## Resultados nas grandes voltas
| Carreira           | 2013 | 2014 | 2015 | 2016 | 2017 | 2018 |
| ------------------ | ---- | ---- | ---- | ---- | ---- | ---- |
| Giro d'Italia      | 23º  | Ab.  | 23º  | -    | 55º  | -    |
| Tour de France     | -    | -    | -    | 37º  | -    | -    |
| Volta a Espanha    | -    | -    | 20º  | -    | 53º  | -    |
| Mundial em Estrada | -    | -    | -    | -    | -    | -    |

-: não participa

Ab.: abandono